# José Carlos Somoza
José Carlos Somoza Ortega (L'Avana, 13 novembre 1959) è uno scrittore cubano naturalizzato spagnolo, autore di gialli.

## Biografia
Nato a L'Avana a Cuba nel 1959, vive in Spagna sin dagli anni sessanta, quando la sua famiglia si esiliò dal Paese, all'epoca governato da Osvaldo Dorticós Torrado, per motivi politici.
Si laureò in psichiatria e esercitò la professione di medico fino al 1994, data della pubblicazione di Planos, il suo primo romanzo.
La notorietà in Spagna giunse nel 2000, quando vinse il Premio Nadal nella sezione scrittori poco conosciuti per il romanzo Dafne desvanecida. 
Toccò l'apice della fama al di fuori della Spagna nel 2003, quando il suo romanzo La caverna delle idee (La caverna de las ideas, scritto nel 2000, ma pubblicato solo nel 2002 in lingua inglese come The Athenian Murders) fu selezionato per l'Independent Foreign Fiction Prize, quell'anno vinto dallo svedese Per Olov Enquist.
Il maggior premio conferitogli è stato il Gold Dagger Award nel 2002: quell'anno Somoza fu preferito ad autori come Minette Walters, Michael Connelly e James Lee Burke.
Nel 2007 vinse il Premio de Novela Ciudad de Torrevieja per La llave del abismo.

## Opere

### Romanzi[1]
- Planos, 1994
- Silencio de Blanca, 1996
- Miguel Will, 1997
- Cartas de un asesino insignificante, 1999
- La ventana pintada, 1999
- La caverna delle idee (La caverna de las ideas, 2000)[2]
- Dafne desvanecida, 2000
- Clara e la penombra (Clara y la penumbra, 2001)[2]
- La dama numero tredici (La dama número trece, 2003)[2]
- La caja de marfil, 2004
- El detalle (tres novelas breves), 2005
- ZigZag, 2006
- La llave del abismo, 2007
- L'esca (El Cebo, 2010)[2]
- Tetrammeron, 2012
- La cuarta señal, 2014
- Croatoan, 2015
- El origen del mal, 2018
- Estudio en negro, 2019